# کوملینگه
کوملینگه (به لاتین: Kumlinge) یک منطقهٔ مسکونی در فنلاند است که در جزایر الند واقع شده و ۳۱۵ نفر ظرفیت دارد.